# Oranje Vrijstaat
De Oranje Vrijstaat (Afrikaans: Oranje-Vrystaat) was een onafhankelijk land in Zuidelijk Afrika in de tweede helft van de 19e eeuw dat geregeerd werd door de Nederlandstalige Boeren. De hoofdstad van de republiek was Bloemfontein. De natuurlijke grenzen van de Vrijstaat waren de Oranjerivier in het zuiden, de Vaalrivier in het noordwesten en de Drakensbergen in het oosten.
De Vrijstaat werd in 1854 opgericht door de Voortrekkers en was samen met de Zuid-Afrikaansche Republiek (Transvaal) de belangrijkste Boerenrepubliek in Zuid-Afrika. Onder de regering van Johannes Henricus Brand (1823-1888) groeide de Vrijstaat uit tot een stabiele republiek. Een militaire alliantie met Transvaal leidde in 1899 tot de inmenging van de Vrijstaat in de Tweede Boerenoorlog en de daaropvolgende verovering van de Vrijstaat door het Verenigd Koninkrijk. Het gebied staat tegenwoordig bekend als de Zuid-Afrikaanse provincie Vrijstaat.

## Geschiedenis

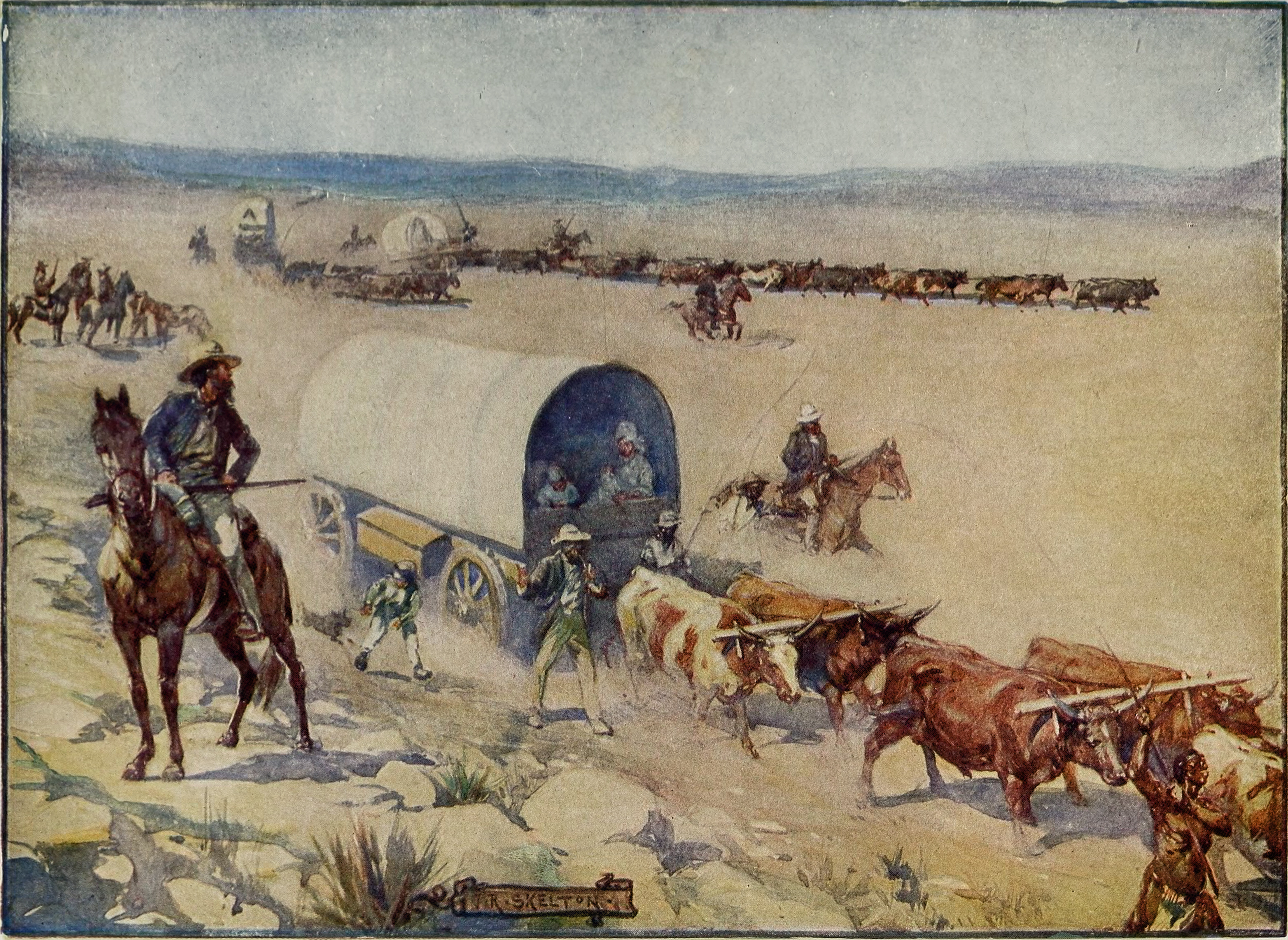
Voortrekkers op de Grote Trek

### Voorgeschiedenis
Vanaf 1652 werd de Kaapkolonie in het uiterste zuiden van Afrika gekoloniseerd door de Nederlandse VOC. De Nederlandse kolonisten (waarvan velen van Duitse en hugenootse afkomst) leefden hier voornamelijk als eenvoudige boeren en vergroeiden zich met Afrika tot Afrikaners. In 1806 werd de Kaapkolonie voorgoed overgenomen door het Verenigd Koninkrijk, maar vele Afrikaners waren ongelukkig met hun nieuwe Britse regering en hunkerden naar vrijheid. In de jaren 30 van de 19e eeuw verliet een grote stroom boeren als Voortrekkers de Kaapkolonie met de Grote Trek, om in het woeste binnenland van Zuid-Afrika hun eigen thuisland te stichten.
Vóór de stichting van de Oranje Vrijstaat stond het gebied tussen de Oranje- en Vaalrivier bekend als de Transoranje of Transgariep, dat voornamelijk werd bevolkt door de Griekwa in het zuiden, door de Basotho in het oosten en de Tswana zoals de Barolong in Thaba Nchu en het westen van het gebied. De eerste Europeanen staken aan het einde van de 18e eeuw voor het eerst de Oranjerivier over, waaronder trekboeren die met hun kudden op zoek waren naar verse grasvelden. Tijdens de Mfecane (ca. 1820) werden de Basotho door de Nguni zoals Mzilikazi uit de Transoranje verdreven. Onder leiding van koning Moshoeshoe I vestigden zij zich in het hedendaagse Lesotho, waarop de Transoranje dunbevolkt achterbleef.
De eerste Europese nederzetting in Transoranje was de zendelingenpost Philippolis, in 1823 gesticht door de Schotse zendeling John Philip. In 1826 vestigde de Griekwakapitein Adam Kok II zich met zijn volgelingen te Philippolis, dat de hoofdstad werd van de Griekwastaat Adam Koksland.

### Vestiging
In de jaren 30 en 40 van de 19e eeuw volgden de Nederlandstalige Voortrekkers, die zich na de Britse annexatie van de Kaapkolonie en de Republiek Natalia in de Transoranje vestigen. De eerste nederzetting van de Voortrekkers in de Transoranje was Winburg, gesticht door Voortrekkerleider Andries Hendrik Potgieter op 16 oktober 1836. Op 9 april 1844 fuseerde Potgieter de republiek Winburg met de republiek Potchefstroom tot de Republiek Winburg-Potchefstroom. Andere Boeren vestigden zich te Adam Koksland, waar zij regelmatig in conflict kwamen met de plaatselijke Griekwa. In mei 1845 raakten de Boeren en Griekwa slaags bij Zwartkopjes, waarop een Britse resident te Philippolis werd geïnstalleerd. Tegen het einde van 1846 waren er zo'n 2000 Voortrekkersgezinnen gevestigd in de Transoranje.
Op 3 februari 1848 werd de volledige Transoranje door gouverneur Harry Smith van de Kaapkolonie omgedoopt tot de Britse Oranjeriviersoevereiniteit. Hij liet een garnizoen van slechts zestig man achter in de nieuwe hoofdstad Bloemfontein. Onder leiding van Andries Pretorius kwamen de anti-Britse Boeren uit Winburg tegen de Britse regering in opstand en op 21 juni werd Bloemfontein veroverd. Zij werden echter op 28 augustus door Harry Smith verslagen bij de Slag bij Boomplaats, en de meeste anti-Britse Boeren vluchtten naar de Transvaal.
Vanwege de voortdurende conflicten met de Basotho in het zuidoosten erkenden de Britten uiteindelijk toch de onafhankelijkheid van de Oranje Vrijstaat op 17 februari 1854, en het land werd onafhankelijk op 23 februari 1854, met de ondertekening van de Conventie van Bloemfontein.

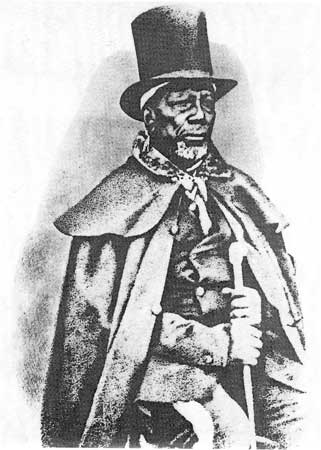
Koning Moshoeshoe I van de Basotho

### Conflicten
Met hun onafhankelijkheid werden de conflicten met de Basotho nu een zaak van de Boeren. Als eerste staatspresident kozen de burgers Josias Philip Hoffman, een vriend van koning Moshoeshoe. Hoffman probeerde de geschillen op te lossen door Moshoeshoe een vat buskruit te schenken zonder zijn besluit aan de Volksraad voor te leggen. Na grootschalig verzet voelde Hoffman zich gedwongen om af te treden en werd hij opgevolgd door Jacobus Nicolaas Boshoff, die het openbaar bestuur van de Vrijstaat versterkte en de eerste initiatieven nam op gebied van onderwijs.
Ondertussen wilde staatspresident Marthinus Wessel Pretorius van de Zuid-Afrikaansche Republiek de twee republieken tot één machtige staat fuseren en beweerde dat hij het leiderschap over de Vrijstaat van zijn vader geërfd had. In de verwachting dat hij gesteund werd door de Vrijstaatse bevolking arriveerde hij op 22 februari 1857 in Bloemfontein en een dag later probeerde hij een staatsgreep te plegen. Pretorius werd echter teruggestuurd en op 25 mei stonden de twee gewapende facties tegenover elkaar. Doordat Pretorius zich terugtrok kon een oorlog worden voorkomen en op 1 juni erkenden de twee Boerenrepublieken elkaars onafhankelijkheid. Beide republieken werden bondgenoten tot het einde; Pretorius zou later nog tegelijkertijd staatspresident worden van de Vrijstaat en de ZAR.
Moshoeshoe was nog steeds vastberaden om de Transoranje te heroveren, en in maart 1858 brak na herhaaldelijke grensconflicten de Eerste Basotho-oorlog uit. De Basotho wisten zich kundig te verweren tegen het offensief van de Vrijstaat. Omdat Transvaalse steun uitbleef wendde de Vrijstaat zich tot de Britse gouverneur van de Kaapkolonie, George Grey. Grey sloot vrede tussen de twee partijen en president Boshoff trad af. Hij werd opgevolgd door Marthinus Wessel Pretorius.

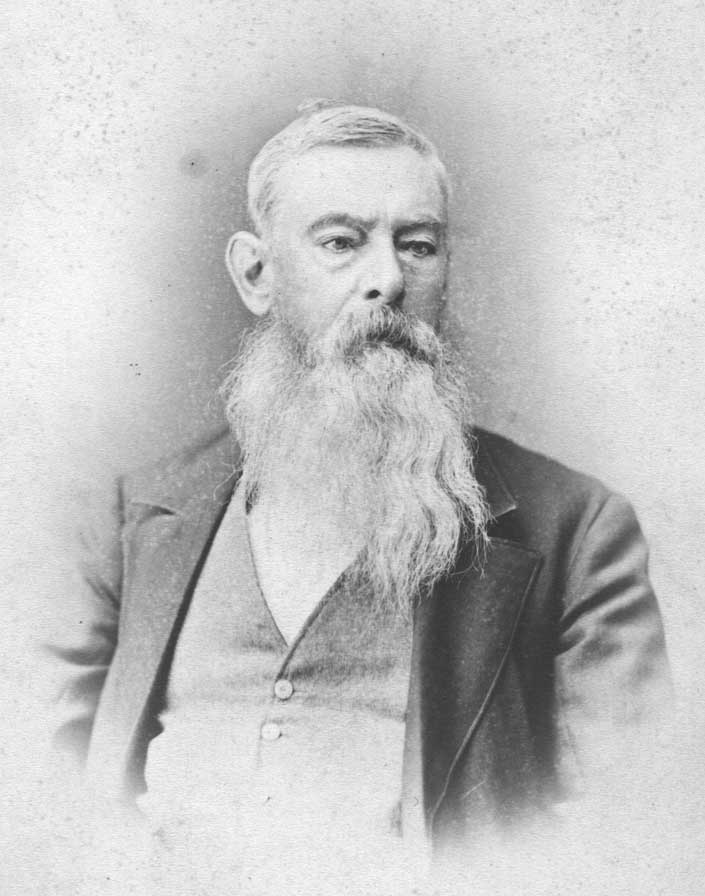
Johannes Henricus Brand was de langstzittende president van de Oranje Vrijstaat van 1864 tot 1888, een bloeiperiode voor de republiek

### Bloei
Onder het presidentschap van Pretorius kende de Vrijstaat een betrekkelijk rustige periode van welvaart. In 1861 vertrokken de Griekwa onder kapitein Adam Kok III uit Adam Koksland naar het oosten, waar Oost-Griekwaland werd gesticht. Op de landen van de Griekwakapitein Nicolaas Waterboer en het bevriende Barolonghoofd Moroka na lag nu het volledige gebied tussen de Oranje- en Vaalrivier in handen van blanken.
Nadat de advocaat Johannes Henricus Brand in 1865 tot president van de Oranje Vrijstaat werd verkozen, bloeide de republiek op tot een zowel politiek als economisch sterke staat. Na de zoveelste grensgeschillen verklaarde hij in 1865 de oorlog aan Moshoeshoe. De Tweede Bashotho-oorlog werd overtuigend gewonnen door de Vrijstaat, al bleek Moshoeshoe's fort Thaba Bosiu onoverwinnelijk. In april 1866 werd een vredesverdrag gesloten, maar toen Moshoeshoe niet veel later de voorwaarden schond brak in juli 1867 de Derde Basotho-oorlog uit. Met militaire steun van Transvaal werden de Basotho voorgoed verslagen en vroeg Moshoeshoe aan koningin Victoria om Britse bescherming, waarop het protectoraat (en later kroonkolonie) Basutoland ontstond.

### Diamanten
In 1866 werd de Eurekadiamant gevonden bij Waterboersland, het land van Griekwakapitein Nicolaas Waterboer in het westen van de Vrijstaat, wat leidde tot een enorme instroom van gelukszoekers vanuit de hele wereld. Het land was voorheen op zo weinig waarde geschat dat er nog geen duidelijkheid was over de rechtmatige eigenaar van het land, waarop de mijnwerkers zelf de wetteloze republiek West-Griekwaland oprichtten. De ontdekte diamantvelden werden opgeëist door zowel de Vrijstaat, Transvaal, het Verenigd Koninkrijk als Nicolaas Waterboer. Volgens staatspresident Brand zat het gebied sinds de Conventie van 1854 inbegrepen bij de Vrijstaat. De strijd werd uiteindelijk verloren door de Vrijstaat nadat gouverneur Keate van de Natalkolonie het gebied in 1871 toewees aan Waterboer, die zichzelf onder Britse bescherming stelde. Hierop schoot de stad Kimberley ten westen van de Vrijstaat uit de grond. Staatspresident Brand reisde persoonlijk af naar Londen om zijn zaak te bepleitten en ontving een vergoeding van £90.000.
Desondanks bleef de Vrijstaat financieel gezond. Waar Transvaal in 1874 met een staatsschuld van £720.000 kampte meldde de Vrijstaat datzelfde jaar een begrotingsoverschot. De overheid investeerde deze winst in wegen, bruggen, publieke gebouwen en scholen.

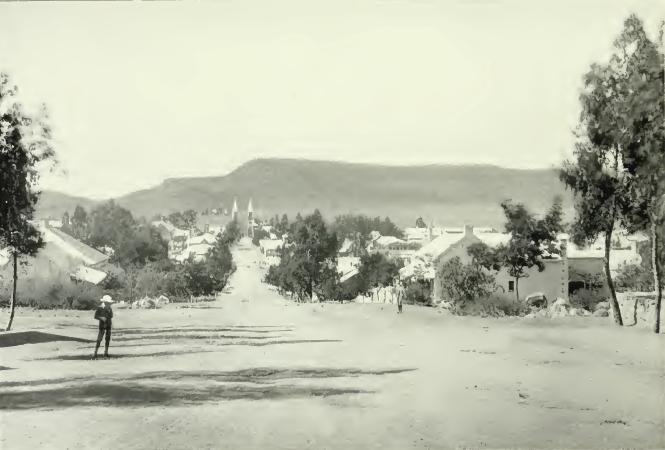
Bloemfontein rond 1900

### Eerste Boerenoorlog
In 1877 werd het failliete Transvaal geannexeerd door het Verenigd Koninkrijk, maar de Transvalers poogden dit in 1880 met geweld terug te draaien toen de Eerste Boerenoorlog uitbrak. Omdat president Brand de goede relaties met beide partijen wilde behouden, bleef de Vrijstaat neutraal tijdens het conflict en diende Brand als vredesbemiddelaar. De oorlog werd door Transvaal gewonnen en de republiek kreeg zijn onafhankelijkheid terug.
President Brand overleed in 1888 na 24 jaar in functie en werd opgevolgd door respectievelijk Francis William Reitz en Marthinus Theunis Steyn, die een sterkere band met Transvaal nastreefden. In maart 1889 sloten de zusterrepublieken een militaire alliantie.

### Tweede Boerenoorlog

De Zuid-Afrikaanse republieken rond 1885

Na de Transvaalse ontdekking van goud bij de Witwatersrand en het daaropvolgende probleem met de uitlanders stegen de spanningen tussen Transvaal en het Verenigd Koninkrijk tot een kookpunt. Op 11 oktober 1899 verklaarde de Transvaalse staatspresident Paul Kruger de oorlog aan het Verenigd Koninkrijk. Trouw aan hun militaire alliantie vocht de Vrijstaat mee aan Transvaalse zijde.
Ondanks een goed begin van de oorlog voor de Boeren werd Bloemfontein op 13 maart 1900 door Lord Roberts veroverd. Tijdens de guerrillafase waren het vooral de Vrijstaatse militairen die het meest onverzettelijk bleken, waaronder president Steyn en generaal Christiaan de Wet. Om de bittereinders tot overgave te dwingen hanteerden Lord Roberts en Lord Kitchener de tactiek van de verschroeide aarde. Boerderijen werden platgebrand en Boerenvrouwen en hun kinderen werden opgesloten in overvolle en onhygiënische concentratiekampen. De kampleiding verwaarloosde de gevangenen en zorgde onvoldoende voor medische diensten, onderdak en voedsel. Als gevolg stierven 27.927 blanke en ongeveer 20.000 zwarte gevangenen aan honger, ziekte of uitputting. Het was met name aan de inzet van de klokkenluidster Emily Hobhouse te danken dat het sterftecijfer vanaf 1902 spectaculair daalde. Inclusief de kampslachtoffers betreurden de Boeren in totaal ongeveer 34.000 doden tegenover 22.000 Britten. In totaal waren tienduizenden boerderijen van Boeren vernield.
Op 31 mei 1902 werd het Verdrag van Vereeniging getekend en werd de Oranje Vrijstaat omgedoopt tot de Britse Oranjerivierkolonie. Op 31 mei 1910 werd de Oranje Vrijstaat een provincie van de Unie van Zuid-Afrika, die thans nog steeds bestaat onder de naam Vrijstaat.

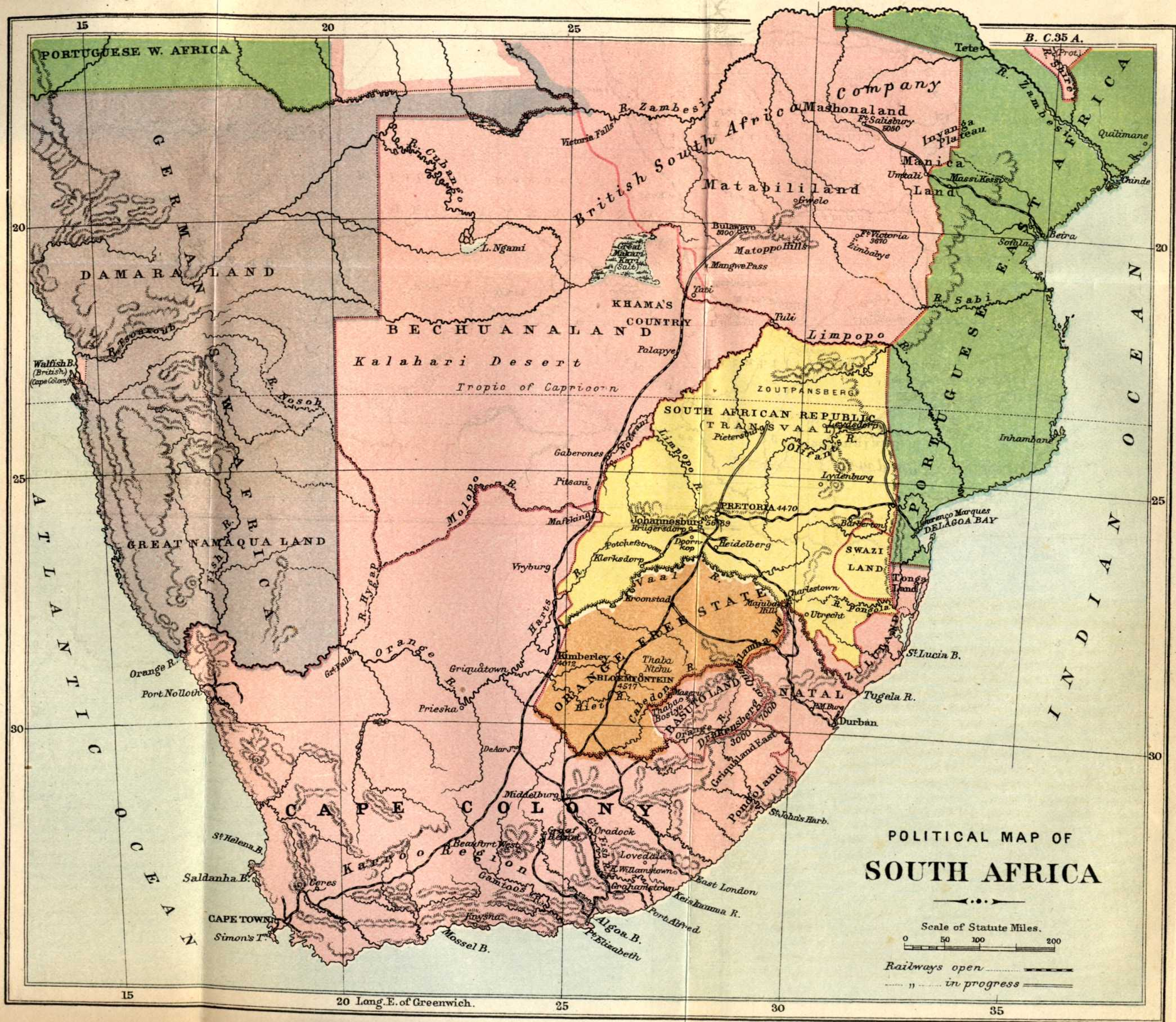
Kaart van Zuidelijk Afrika uit 1897 met de Oranje Vrijstaat in het oranje

## Topografie
De Oranje Vrijstaat was een binnenstaat en grensde in 1899 met de klok mee aan de Zuid-Afrikaansche Republiek, de Natalkolonie, Basutoland en de Kaapkolonie. Het landschap van de republiek werd gekenmerkt door uitgestrekte grasvelden.
De republiek bestond in 1892 uit negentien districten: Bloemfontein, Winburg, Caledonrivier, Moroka, Rouxville, Wepener, Ladybrand, Ficksburg, Bethlehem, Harrismith, Vrede, Heilbron, Kroonstad, Hoopstad, Boshof, Jacobsdal, Fauresmith, Philippolis en Bethulie.

## Maatschappij

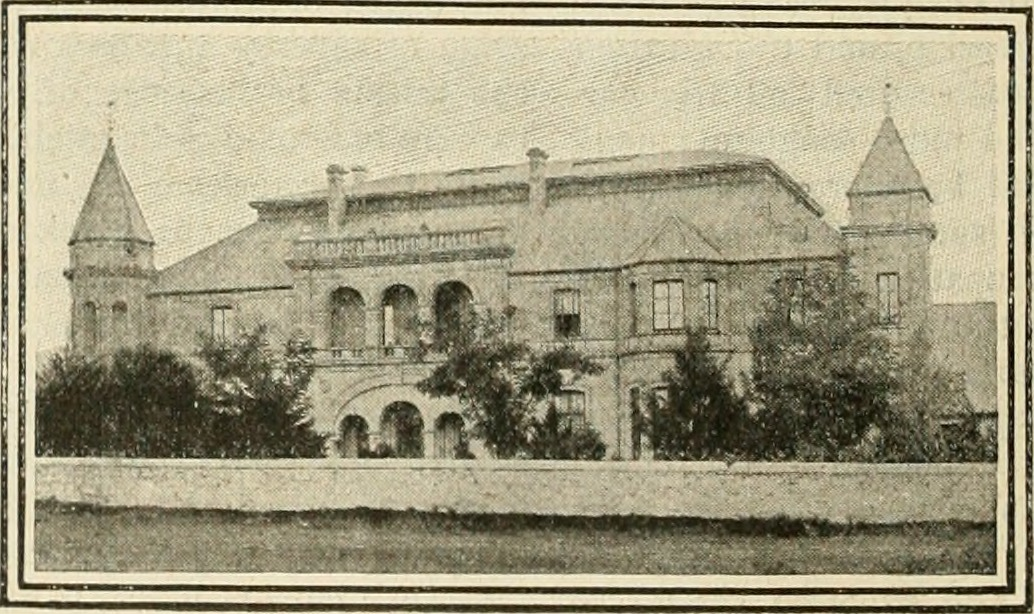
Het Presidentshuis van Bloemfontein in 1901

### Staatsinrichting
De Oranje Vrijstaat was een parlementaire republiek. De staatspresident werd om de vijf jaar verkozen en werd bijgestaan door een Uitvoerende Raad. Het hoogste gezag lag bij het parlement, de Volksraad, wiens leden om de vier jaar werd verkozen. Stemrecht was weggelegd voor meerderjarige mannen van Europese afkomst met staatsburgerschap. Ook kleurlingen en zwarten die zich dusdanig hadden aangepast aan de Europese cultuur maakten kans op stemrecht. Het Nederlands was de ambtelijke taal van de Vrijstaat, met uitzondering van het gedeeltelijk Engelstalige hooggerechtshof. De lokale rechtspraak lag per district in handen van de landdrost.
De grondwet van de Oranje Vrijstaat werd op basis van de Grondwet van de Verenigde Staten geschreven door de Nederlandse onderwijzer Jacobus Groenendaal, en werd door de Volksraad goedgekeurd op 10 april 1854. De vlag en het wapen van de Oranje Vrijstaat werden ontworpen door de Hoge Raad van Adel, na een verzoek aan koning Willem III der Nederlanden, en onthuld op 23 februari 1857.

### Religie
De Nederduits Gereformeerde Kerk telde verreweg het meeste aantal leden in de republiek. De Engelstalige bevolking richtte anglicaanse en methodistische gemeenten op.

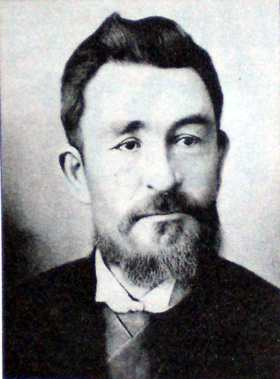
Generaal Christiaan de Wet was de meest succesvolle guerrillastrijder tijdens de Tweede Boerenoorlog

### Leger
De staatspresident was de opperbevelhebber van het Vrijstaatse leger. Alle blanke mannen van 16 tot 60 jaar waren dienstplichtig en maakten deel uit van het Boerencommando, dat werd aangevoerd door een veldkornet.

### Economie
De industrie van de Vrijstaat bestond voornamelijk uit veeteelt en landbouw, met wol, huiden en struisvogelveren als voornaamste export. In 1875 werd het aantal boerderijen op 6.000 tot 7.000 geschat. De republiek was ook rijk aan steenkool. Na het verlies van de West-Griekwalandse diamantvelden in 1871 hield de Vrijstaat twee diamantmijnen over: bij Jagersfontein en in mindere mate bij Koffijfontein. De import van de republiek bestond uit ijzer- en etenswaren, alsmede wol-, katoen- en zijdeproducten.

### Onderwijs
De Oranje Vrijstaat had een uitstekend georganiseerd onderwijssysteem. Initiatiefnemer voor het Vrijstaatse onderwijs was de Brit George Grey, oprichter van de prestigieuze Grey's College te Bloemfontein.

### Bevolking
In 1890 werd de bevolking van de Oranje Vrijstaat geschat op 77.716 blanken en 129.787 niet-blanken. De blanke bevolking bestond voornamelijk uit Boeren en in mindere, doch aanzienlijke mate uit Britten.

### Postzegels

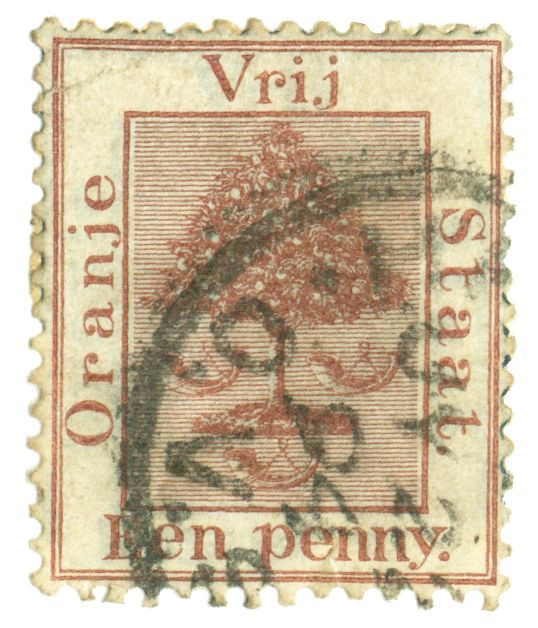
Postzegel

De republiek begon postzegels uit te geven in 1868, en bleef dit doen tot 1897. Het enige ontwerp dat werd gebruikt bestond uit een oranje boom, met de inscriptie Oranje Vrij Staat langs de kanten.

## Staatspresidenten
De staatspresident was de hoogste uitvoerende macht in de republiek Oranje Vrijstaat. Volgens de grondwet van 1854 werd de president voor een termijn van vijf jaar gekozen door de burgers (witte, stemgerechtigde mannen), uit een lijst van kandidaten voorgedragen door de Volksraad.
De Oranje Vrijstaat heeft in zijn 48-jarige bestaan zes normaal verkozen staatspresidenten gehad. Tussen regeringen en gedurende afwezigheid van de staatspresidenten werd een waarnemend staatspresident door de Volksraad aangewezen. Gewoonlijk werd een minister (ook wel staatssecretaris genoemd), de voorzitter van de Volksraad of een prominent lid van de Volksraad benoemd tot waarnemend staatspresident. Daarnaast werd het presidentschap ook verscheidene keren waargenomen door een speciale commissie.
De gekozen staatspresidenten waren:
| Termijn   | President                  | Noten |
| --------- | -------------------------- | --- |
| 1854-1855 | Josias Philip Hoffman      | 1ste staatspresident                                                                                           |
| 1855-1859 | Jacobus Nicolaas Boshoff   | 2de staatspresident                                                                                            |
| 1859-1863 | Marthinus Wessel Pretorius | 3de staatspresident, tevens president van de Zuid-Afrikaansche Republiek in de perioden 1857–1863 en 1864–1871 |
| 1864-1888 | Johannes Henricus Brand    | 4de staatspresident                                                                                            |
| 1889-1895 | Francis William Reitz      | 5de staatspresident                                                                                            |
| 1896-1902 | Marthinus Theunis Steyn    | 6de en laatste staatspresident                                                                                 |